# BANTUMEN
A BANTUMEN (Portugal, 2015), é uma plataforma de media online portuguesa com foco em cultura, parte do cenário dos novos media independentes do país, e a primeira plataforma de comunicação digital dedicada à comunidade negra jovem falante de português com base na Europa. Além de uma revista online e um podcast, a BANTUMEN também tem uma agência de comunicação. Sua sede fica em Lisboa e o seu financiamento é feito através do trabalho com marketing de conteúdo, publicidade de pequenas marcas e peças patrocinadas.

## História
A revista foi fundada em 2015 por dois jornalistas, Eddie Pipocas (Edwaldo Pegado) e Vanessa Sanches, que se conheceram enquanto trabalhavam no portal SAPO. Os fundadores iniciaram o projeto com o desejo de poder trabalhar em uma linha editorial que refletisse o pensamento deles enquanto jornalistas negros e, assim, a revista nasceu e cresceu em Angola, de onde os dois trabalhavam na época, diretamente para a Sapo Internacional. Se no início a revista apresentava uma temática generalista, atualmente seu conteúdo é focado em cultura urbana, especialmente em música, dos países africanos de língua lusófona e sua diáspora. Além de seus dois co-fundadores, o projeto conta com mais três jornalistas em Portugal e outros três em Angola.
Em setembro de 2020, o prédio onde ficava a redação pegou fogo, ardendo o escritório da BANTUMEN e a casa de treze famílias - incluindo a do fundador Eddie Pipocas. O incêndio destruiu computadores e materiais de vídeo e fotografia; além de alguns importantes trabalhos como as duas horas de entrevista com a equipe do premiado filme Ao Fim do Mundo, de Basil da Cunha. Após a tragédia, um dos seguidores da revista teve a iniciativa de criar um financiamento coletivo para ajudar o projeto a voltar aos trabalhos editoriais e em pouco tempo a meta de quatro mil euros foi ultrapassada.
No mesmo ano, em parceria com a organização SOS Racismo, a plataforma co-produziu o documentário Olhares sobre o racismo, de Bruno Cabral, Eddie Pipocas e Dércio Ferreira, como parte de uma iniciativa do DocLisboa. 
Uma das iniciativas mais recentes da plataforma reuniu, em 2021, uma lista com as cem personalidades negras mais influentes da lusofonia: a Bantumen Power List. A listagem tem por objectivo reconhecer profissionais negros e lusófonos de diversas áreas de atuação que promovam um sentido de representatividade para esta comunidade. A activista Grada Kilomba, a jornalista Conceição Queiroz, o músico Dino D’Santiago e o futebolista Reinildo, são alguns dos nomes agraciados com a distinção anual.  A cerimônia de divulgação da lista aconteceu no Teatro Municipal São Luiz em Lisboa, em uma iniciativa promovida em conjunto com a  Empresa de Gestão de Equipamentos e Animação Cultural (EGEAC). Dentre os nomeados, dezessete nomes são de personalidades da Angola, dezessete do Brasil, quinze de Cabo Verde, nove da Guiné-Bissau, dez de Moçambique, sete de São Tomé e Príncipe e vinte e cinco de Portugal.

## Reconhecimento e Prémios
O projecto foi um dos vencedores dos Prémios INN de 2024, atribuídos pelo Observatório de Inovação nos Media (Obi.media) da FCSH, na categoria Equidade, Inclusão e Acessibilidade. 